# Приданцево
Приданцево — деревня в Можайском районе Московской области в составе сельского поселения Дровнинское. Численность постоянного населения по Всероссийской переписи 2010 года — 17 человек. До 2006 года Приданцево входило в состав Дровнинского сельского округа.
Деревня расположена на западе района, примерно в 13 км к северо-западу от Уваровки, высота центра над уровнем моря 263 м. Ближайший населённый пункт — деревня Бутырки в 0,5 км на юго-западе.
Приданцево — родина Героя Советского Союза Константина Алексеева.